# Rạch Bang Lợi
Rạch Bang Lợi là con đoạn rạch nối sông Trà Tân ở phía tây với Rạch Gầm ở phía đông.
Rạch này bắt đầu từ vị trí cầu Thầy Cai ngay chợ Cây bã đậu có đường tỉnh 868 chạy qua, rạch chảy qua địa phận các xã Long Tiên, Mỹ Long của huyện Cai Lậy, rồi đến điểm giáp ranh xã Bàn Long thuộc huyện Châu Thành. Chiều dài gần 8 km. Độ sâu trung bình của rạch là 4–5 m, nơi hẹp nhất khoảng 25 m thuộc xã Long Tiên.
Các khu chợ có rạch chảy ngang qua, từ tây sang đông: chợ Ba Dầu, chợ Cả Mít, chợ Mỹ Long.